# My Spy
My Spy (Brasil: Aprendiz de Espiã / Portugal: O Meu Espião) é um filme de espionagem de comédia de ação estadunidense de 2020, dirigido por Peter Segal, escrito por Jon e Erich Hoeber, estrelado por Dave Bautista, Chloe Coleman, Kristen Schaal, Parisa Fitz-Henley e Ken Jeong. O filme segue um agente da CIA que se encontra à mercê de uma menina precoce de 9 anos de uma família que ele e seu suporte técnico estão investigando disfarçados.
My Spy foi lançado em 9 de janeiro de 2020 na Austrália, pela STX Entertainment. Em 8 de abril de 2020, os direitos de distribuição do filme nos Estados Unidos foram adquiridos pela Amazon Studios, que optou por lançá-lo digitalmente no Prime Video em 26 de junho de 2020 devido à pandemia de COVID-19 que encerrou os cinemas em todo o mundo. Ele recebeu críticas mistas dos críticos.

## Sinopse
JJ é um ex-soldado das Forças Especiais dos EUA recém-contratado como agente da CIA. No entanto, a falta de sutileza de JJ faz com que ele estrague sua primeira missão principal: estourar um comércio ilegal de plutônio entre a máfia russa e Hassan, um terrorista do Oriente Médio.
Apesar disso, seu chefe David Kim designa ele e o operadora de tecnologia Bobbi, que adora JJ, para ficar de olho na família de Victor Marquez, um traficante ilegal de armas francês que obteve planos de construção de uma bomba nuclear em miniatura. que ele pretende vender para Hassan. Victor perdeu esses planos para seu irmão David, que os escondeu antes de ser assassinado por Victor; Kim suspeita que os planos estejam na posse da esposa americana de David, Kate, e de sua filha Sophie, de 9 anos, que se mudou da França de volta para Wicker Park, Chicago, após a morte de David.
JJ e Bobbi se mudam para o prédio onde Kate e Sophie moram e montam sua vigilância. No entanto, Sophie logo encontra uma de suas câmeras escondidas, retrai seu sinal e tropeça no posto de operação. Confrontando JJ e Bobbi, ela chantageia JJ para manter sua companhia enquanto tenta se encaixar na vida de uma criança americana e fazer novos amigos. Apesar do constrangimento social de JJ, os dois começam lentamente a se relacionar, e JJ também se familiariza com Kate e seus vizinhos gays Carlos e Todd. Sophie manda JJ treiná-la no básico do comércio de espionagem e aproxima ele e a mãe.
No entanto, Kim finalmente descobre o envolvimento pessoal de JJ com seus alvos e tira ele e Bobbi da missão. JJ revela sua tarefa para Kate, que o rejeita com nojo. Ao mesmo tempo, Victor descobre e neutraliza a vigilância da CIA e obriga seu advogado Koll a revelar onde David poderia ter ocultado os planos. Depois de fingir sua própria morte, ele viaja para Chicago, confronta Kate, JJ e Sophie e recupera os planos. Carlos e Todd entram e intervêm, revelando-se como traficantes de armas independentes que também estão atrás dos planos. A tentativa desajeitada de Bobbi para ajudar resulta em Victor escapando com os planos e Sophie como refém.
JJ e Kate perseguem Victor para um aeródromo em Naperville, onde JJ aterra o avião de fuga de Victor e começa uma briga com ele. Em sua tentativa de escapar, Sophie acidentalmente coloca o avião em movimento, deixando-o pendurado na beira de um penhasco em uma cerca de arame. Victor força Sophie, que escondeu os planos reais, a se render. Antes que ele possa atirar neles, Kate o bate na cerca e JJ empurra o avião para fora do penhasco, matando Victor.
Depois de ter sido reintegrado por Kim para o seu sucesso, JJ foi designado permanentemente para Chicago e se mudou com Kate e Sophie.

## Elenco
- Dave Bautista como JJ, um agente da CIA encarregado de vigiar a mãe de Sophie na esperança de localizar seu cunhado criminoso
- Chloe Coleman como Sophie, uma menina de nove anos que chantageia JJ para treiná-la
- Kristen Schaal como Bobbi, especialista em tecnologia de JJ
- Parisa Fitz-Henley como Kate, mãe de Sophie
- Ken Jeong como David Kim, chefe de JJ na CIA
- Devere Rogers como Carlos, vizinho gay de Sophie
- Greg Bryk como Victor Marquez
- Ali Hassan como Azar
- Nicola Correia-Damude como Christina, uma colega agente da CIA
- Noah Danby como Todd, parceiro de Carlos

## Produção

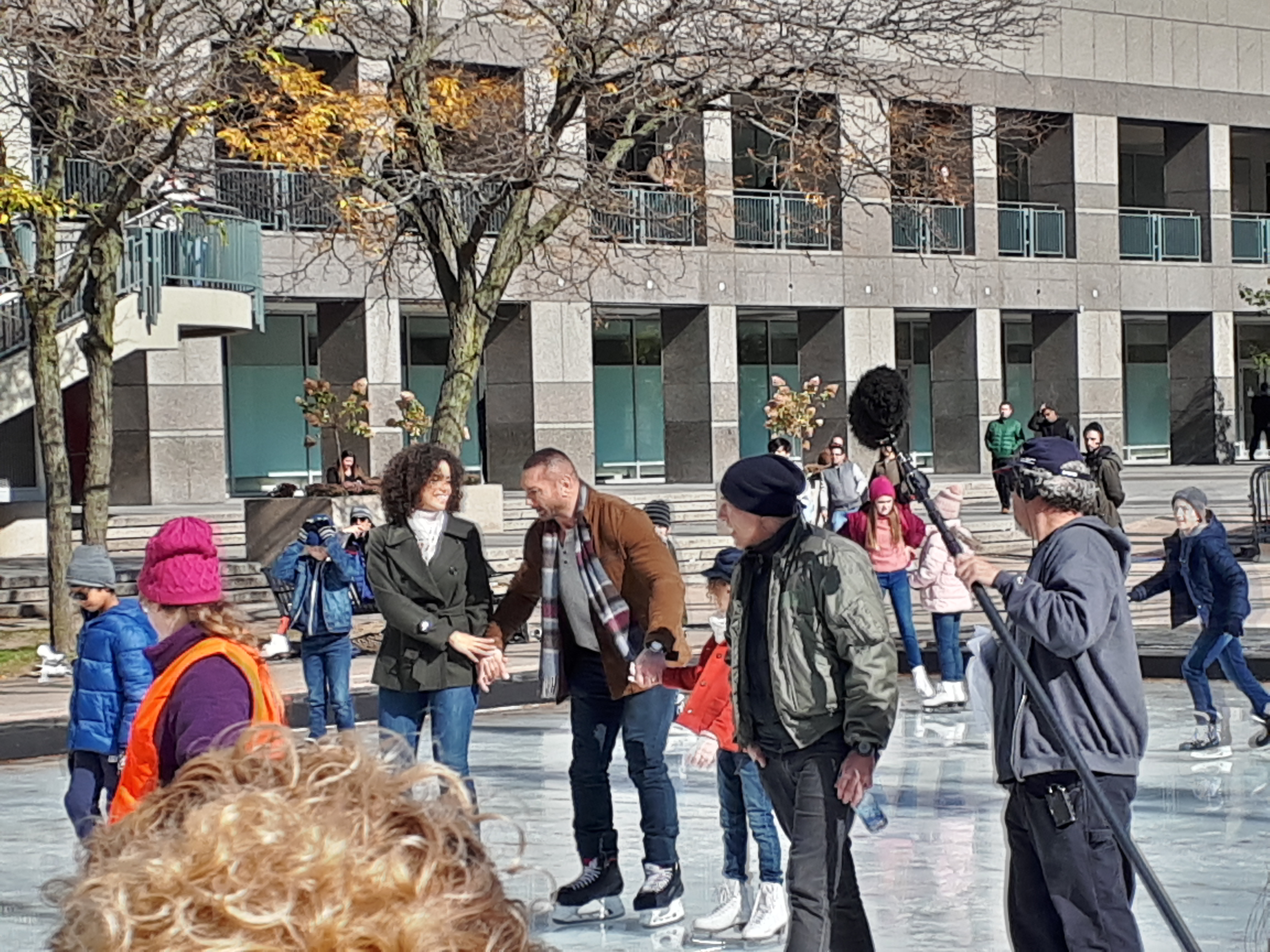
Filmando na Mel Lastman Square em outubro de 2018.

Em 5 de outubro de 2017, foi noticiado que a STX Entertainment havia finalizado um acordo para desenvolver um filme de ação e comédia, sem título, estrelado por Dave Bautista. Bautista também deveria produzir o filme, ao lado de Jonathan Meisner, com Drew Simon supervisionando o projeto do estúdio.
Em 30 de julho de 2018, foi anunciado que o primeiro filme da série planejada, agora intitulado My Spy, seria dirigido por Peter Segal a partir de um roteiro escrito por Jon e Erich Hoeber. Em outubro de 2018, foi anunciado que Ken Jeong, Parisa Fitz-Henley, Chloe Coleman e Kristen Schaal haviam se juntado ao elenco do filme. Foi anunciado ainda que Segal, Chris Bender, Jake Weiner e Gigi Pritzker atuariam como produtores do filme, que os Hoebers, Michael Flynn, Rachel Shane e Adrian Alperovich atuariam como produtores executivos e que Stacy Calabrese atuaria como co-produtora. Além disso, foi relatado que MWM Studios se juntou ao filme como uma produtora adicional.
A filmagem principal do filme começou em 15 de outubro de 2018 em Toronto, Ontário, Canadá e foi concluída em 30 de novembro de 2018.

## Lançamento
O filme foi originalmente agendado para um lançamento nos cinemas em 23 de agosto de 2019, mas foi adiado para uma data não revelada em 2020 em 10 de julho de 2019. Depois de ter sido definido para um lançamento em janeiro e movido, foi adiada mais uma vez no dia 7 de março (apenas uma semana antes do lançamento programado para 13 de março) para 17 de abril, mas o lançamento no cinema doméstico foi cancelado devido ao fechamento de salas de cinema desde meados de março devido às restrições da pandemia de COVID-19. Em 8 de abril de 2020, a Amazon Studios adquiriu direitos de distribuição do filme e o liberará digitalmente no Prime Video em 26 de junho de 2020.
Foi lançado em 9 de janeiro de 2020 na Austrália. Apesar da pandemia de COVID-19 no Reino Unido, o filme foi lançado no Reino Unido em 13 de março de 2020 sem nenhuma alteração.

## Recepção
No Rotten Tomatoes, o filme possui uma classificação de aprovação de 47% com base em 119 avaliações, com uma classificação média de 5.3/10. O consenso dos críticos do site diz: "My Spy conecta Dave Bautista à fórmula 'estrela de ação carismática encontra garota fofa', com resultados geralmente indolores, embora decididamente medíocres". Em Metacritic, o filme tem uma pontuação média ponderada de 46 em 100, com base em 20 críticos, indicando "críticas mistas ou médias".
A revista Ben Travis, da Empire, deu ao filme 2 de 5 e escreveu: "Essa comédia de espião e crianças pequenas não é divertida o suficiente para adolescentes, mas também não é adequada para espectadores mais jovens". Kate Erbland, da IndieWire, atribuiu ao filme um "C-" e escreveu: "Selada com uma classificação PG-13 desconcertante — a violência do filme é abafada, mas foi tomada uma decisão de lançar profanações frequentes, além do uso repetitivo de uma versão não editada de 'Bodak Yellow', de Cardi B — My Spy parece destinado a alienar crianças e desligar adultos".
Ao escrever para a Variety, Richard Kuipers chamou de "uma comédia familiar levemente divertida" e disse que Segal "gera uma atmosfera agradável nas cenas domésticas e obtém performances sólidas de um elenco que recebe material bom e não tão bom para trabalhar".

## Possível sequêcia
Em agosto de 2020, foi anunciado que Amazon e STX estavam em discussões para uma sequência, com a intenção de Segal e o elenco voltarem.